# Хамах
Хамах (њем. Hammah) општина је у њемачкој савезној држави Доња Саксонија. Једно је од 40 општинских средишта округа Штаде. Према процјени из 2010. у општини је живјело 2.849 становника. Посједује регионалну шифру (AGS) 3359022.

## Географски и демографски подаци
Хамах се налази у савезној држави Доња Саксонија у округу Штаде. Општина се налази на надморској висини од 8 метара. Површина општине износи 29,3 km². У самом мјесту је, према процјени из 2010. године, живјело 2.849 становника. Просјечна густина становништва износи 97 становника/km².